# Angimordella burmitina
Angimordella burmitina — викопний вид жуків з родини горбаток (Mordellidae). Виявлений в бірманському бурштині, що датується пізньою крейдою (близько 99 млн років). Це один з найдавніших запилювачів квітів.

## Опис
Дрібний жук-горбатка завдовжки 4,25 мм. Голова велика поперечна. Вусики порівняно короткі, включають 7 флагелломерів. Довжина пронотума 1,11 мм. Передньоспинка трохи звужується допереду, а найширша її частина позаду, приблизно рівна ширині основ надкрил. Бічні краї вигнуті; диск пронотума покритий короткими волосками. Довжина надкрила 2,46 мм, приблизно в ~2,5 рази довше пронотума. Надкрила покривають всі черевні сегменти. У бурштині та на лапках жука знайдені зерна пилку, що має характерну структуру, яка сприяє успішнішому її переносу комахою.

## систематика
Вид вперше був описаний в 2019 році за типовим матеріалом, виявленим в бірманському бурштині (М'янма). Один з найдавніших представників родини Mordellidae . Angimordella схожий з викопними видами Mediumiuga sinespinis з іспанського бурштину і Primaevomordellida burmitina і включений в підродину Mordellinae .